# Göran Dahl

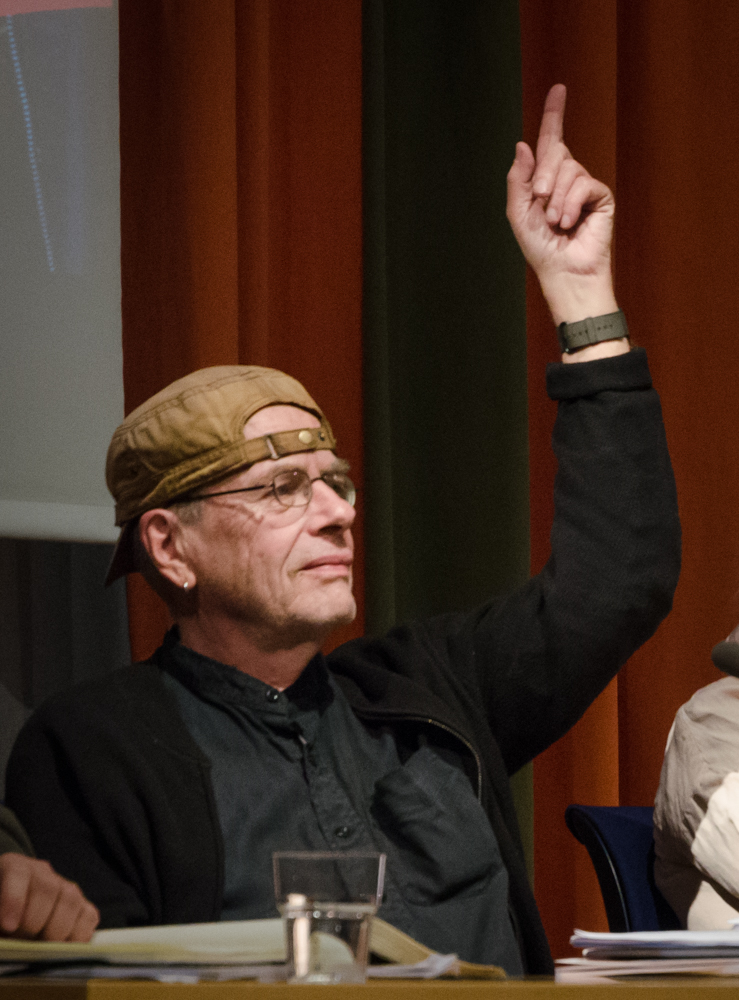
Göran Dahl, 2018

Nils Gustav Göran Dahl (* 9. Oktober 1953) ist ein schwedischer Soziologe, der von 2000 bis 2010 als Professor an der Universität Lund lehrte.
Zu seinen Forschungsschwerpunkten gehören Politische Ideen und Ideengeschichte sowie politische Bewegungen.
Dahl promovierte 1986 mit einer Arbeit über Begär och kritik. Neben verschiedenen Themen wie Selbstmorden, Immigration und Kulturkritik, beschäftigen sich zahlreiche seiner Arbeiten mit Konservatismus-Forschung und der Erforschung extremer rechter Bewegungen.

## Schriften
- Radical Conservatism and the Future of Politics, London 1999
- Radikalare än Hitler. De esoteriska och gröna nazisterna. Inspirationskällor, pionjärer, förvaltare, ättlingar, Stockholm 2006 (Rezension)